# Mordacia lapicida
Mordacia lapicida, tiếng Anh thường gọi là Chilean Lamprey, là một loài cá thuộc họ Petromyzontidae. Đây là loài đặc hữu của Chile.

## Hình ảnh

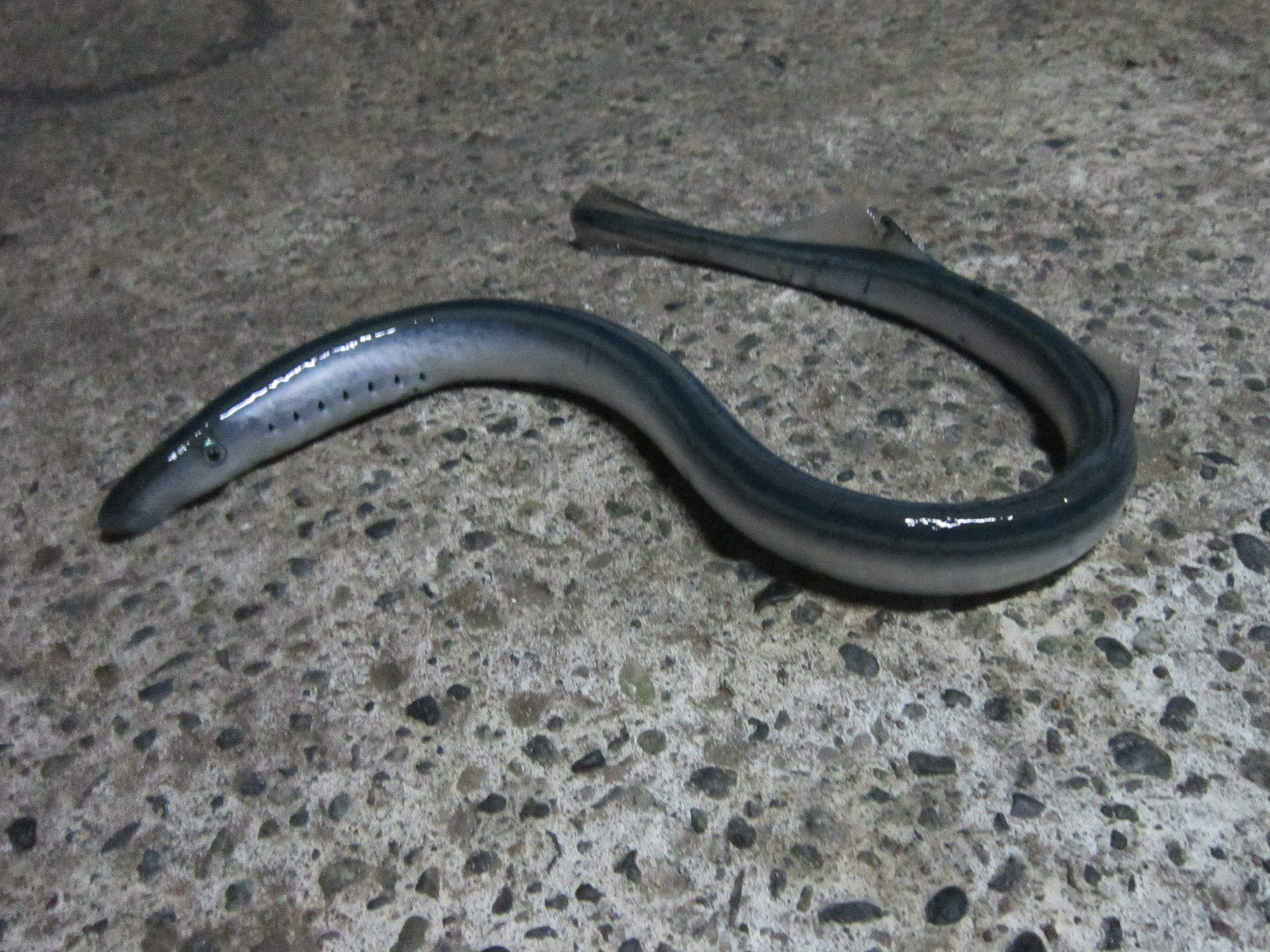
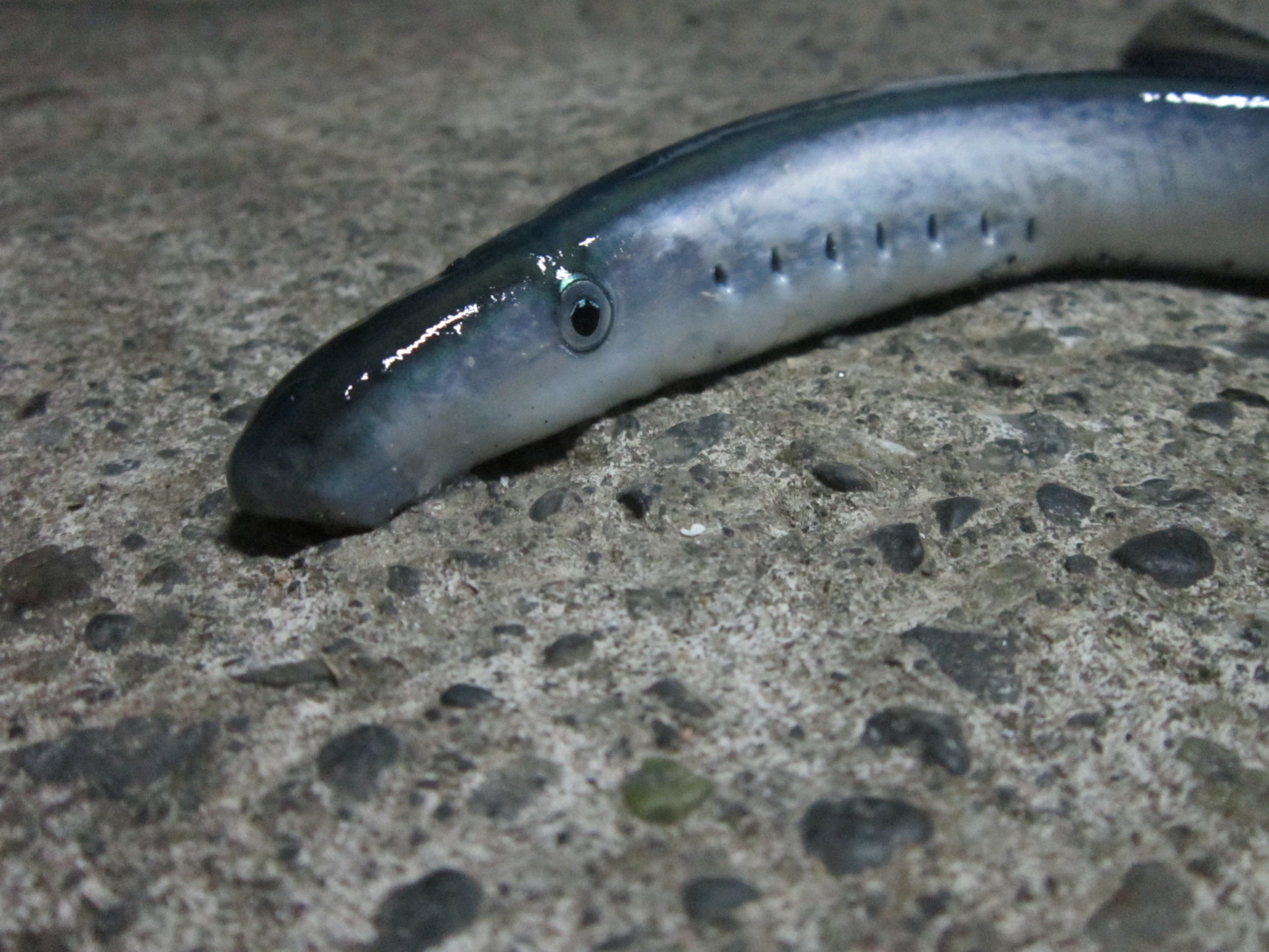